# Chaveanciños
Chaveanciños es una aldea española situada en la parroquia de Chaveán, del municipio de Chandreja de Queija, en la provincia de Orense, Galicia.

## Demografía
| Gráfica de evolución demográfica de Chaveanciños entre 2000 y 2022 |
|                                                                    |
| Datos según el nomenclátor publicado por el INE.                   |